# EFAF
EFAF (ang. European Federation of American Football), Europejska Federacja Futbolu Amerykańskiego – nieistniejąca organizacja zrzeszająca związki futbolu amerykańskiego Europy. Siedziba organizacji znajdowała się we Frankfurcie w Niemczech.

## Historia
31 lipca 1982 roku związki futbolu amerykańskiego Finlandii, Włoch, Niemiec, Austrii i Francji założyły federację American European Football Federation (AEFF). W 1985 roku do federacji dołączyły Szwajcaria, Holandia i Wielka Brytania i federacja zmieniła nazwę na European Football League (EFL). W 1996 roku federacja liczyła już 17 członków i zmieniła nazwę na European Federation of American Football (EFAF). W kwietniu 2009 roku Polski Związek Futbolu Amerykańskiego został pełnym członkiem EFAF. W 2014 roku po rozłamie w Międzynarodowej Federacji Futbolu Amerykańskiego, większość europejskich federacji weszła w skład IFAF Europe. W 2018 roku EFAF została ostatecznie rozwiązana i zastąpiona przez IFAF Europe.

## Członkowie
Organizacja zrzesza obecnie 24 federacji członkowskich, 1 stowarzyszoną, 2 tymczasowe i 4 federacji współpracujących:

### Federacje członkowskie
| - Niemcy - Austria - Belgia - Dania - Hiszpania - Finlandia |  | - Francja - Irlandia - Włochy - Norwegia - Holandia - Czechy |  | - Wielka Brytania - Rosja - Szwecja - Szwajcaria - Ukraina - Polska |  | - Węgry - Serbia - Turcja - Luksemburg - Białoruś - Chorwacja |

### Federacje stowarzyszone
- Mołdawia

### Federacje tymczasowe
- Rumunia
- Gruzja

### Federacje współpracujące
- Estonia
- Portugalia
- Słowacja
- Słowenia

## Rozgrywki
EFAF jest organizatorem europejskich pucharów i mistrzostw europy:
- BIG6 Europe - 6 najlepszych drużyn europejskich
- European Football League - porównywalna z Ligą Mistrzów w piłce nożnej
- Puchar EFAF - porównywalny z Pucharem UEFA w piłce nożnej
- Puchar Challenge EFAF - porównywalny z Pucharem Intertoto UEFA w piłce nożnej
- Mistrzostwa Europy w futbolu amerykańskim
- Mistrzostwa Europy juniorów w futbolu amerykańskim
- Mistrzostwa Europy w futbolu amerykańskim kobiet
- Mistrzostwa Europy w Cheerleadingu